# アーム・アードミ党
アーム・アードミ党（ヒンディー語: आम आदमी पार्टी、英語: Aam Aadmi Party）は、インドの政党であり、デリー首都圏を中心に活動している。アーム・アードミは「普通の人びと」の意味のヒンディー語で、日本のメディアは庶民党と訳すことが多いが一般人党と訳す例もある。
社会運動活動家アンナ・ハザレが開始した反汚職運動（en、en）の一部が政党化する形で、2012年11月結成された（アンナ・ハザレ自身は加わっていない）。主な主張はジャン・ロクパル法の制定（インドの三権分立の上に汚職防止オンブズマン機関を新設するというもの）で、ほかにマハトマ・ガンジースタイルのスワラージ、脱中央集権などを掲げる。
2013年12月のデリー首都圏議会選挙（定数70）で、議席ゼロの新党ながら一挙に28議席を獲得。29議席（友党アカリ・ダル含め31議席とも）に微増したインド人民党を猛追、一大ブームを巻き起こした。また税務職員出身のアルヴィンド・ケジリワルが与党・国民会議派の首都圏首相を小選挙区で破り、その後惨敗したもののインド人民党に政権を渡したくない国民会議派の支持を得てケジリワルが首都圏首相に就任した。その政策にはインド独自の姿勢を強調するものが多く、公共料金の一方的な値下げなどバラマキ視する意見もあり、外資系企業の一部には警戒も見られた。またデリー首都圏の治安権限を有する内務省に対し、権限委譲を求めてケジリワル自らが内務省前に座り込みを行うなど中央政府との対立も顕在化した。
しかしデリー首都圏独自の反汚職法が成立しないと見るや、2014年2月14日にケジリワルは首都圏首相を辞任した。
その後2014年の連邦議会選挙では全国に434人の候補者を擁立したものの、ナレンドラ・モディ率いるインド人民党への強い追い風の中で存在感を示せず4議席を得るにとどまった。2019年の連邦議会選挙では、1議席であった。一方で、2015年2月に行われたデリー首都圏議会選挙では全70議席のうち67議席を獲得して圧勝し、ケジリワルが再び首都圏首相に就任することとなった。2020年2月に行われた選挙では62議席を獲得し勝利を収めた。
2023年4月、選挙管理委員会はアーム・アードミ党を全国政党（National Party）として認定した。